# Orléans-i Ermentrude
Orléans-i Ermenturde (más néven Hirmentrude vagy Irmintrud, 823 – 869) frank nemeslány volt. I. Odó orléans-i gróf és Engeltrude lányaként született. 842-ben ment hozzá II. (Kopasz) Károlyhoz, Nyugat-Frankföld királyához. Jó érzéke volt a hímzéshez és az egyházszervezéshez. Károly neki ajándékozta a chelles-i zárdát. 869-ben halt meg.
Ismert gyermekei Flandriai Judit, II. (Hebegő) Lajos és Gyermek Károly.
| Előd: Welf Judith, még mint az egész Frank Birodalom császárnéja | frank királyné (843-869) | Utód: Provence-i Richilde |